# 大典尊经
《大典尊经》，《巴利三藏》中的长部第十九部经。
经中讲述佛陀在王舍城灵鹫山时候，一位乾达婆青年前往拜见佛陀。其告诉佛陀，帝释天为三十三天诸神讲述佛陀的八无等法。然后梵天常童子（Brahma Sanaṅkumāra）出现，为三十三天诸神讲述佛陀前生曾为婆罗门祭司典尊（Govinda）门下童子，名为焰鬘（Jotipāla），后继承典尊之位，得到大典尊（Mahāgovinda）的称号。大典尊想要见到梵天，就在雨季静处，修行悲禅觀。梵天显身，指示其应出家修行，才能与梵天同住。乾达婆问佛陀是否记得此事，佛陀说记得。但佛陀指出，这只是出于梵界的方法；而若证得涅槃，则要修行八正道。
在《大正新修大藏经》的对应经典为《長阿含經·典尊經》（第1部第30卷）、《大堅固婆羅門緣起經》（第1部第207卷）。